# Sant'Antonio Maria Zaccaria
Sant'Antonio Maria Zaccaria ou Igreja de São Tiago em Lungara é uma igreja de Roma, Itália, localizada no rione Trastevere, na via Ulisse Seni. É dedicada a Santo Antônio Maria Zaccaria e é uma igreja anexa da paróquia de Santa Maria in Trastevere. Foi construída pelos padres barnabitas como uma capela para o seu "Seminário Teológico Internacional", ao lado. Foi projetada pelos arquitetos Ugo Luccichenti e Adriano Prandi, e construída em 1933.
Na fachada, dividida por quatro colunas, está o brasão da ordem, que é proprietária da igreja. O interior apresenta uma planta subdividida em uma nave e dois corredores e está decorado com estuques e afrescos de Matteo Traverso.